# ویسنته آگیره
ویسنته آگیره (اسپانیایی: Vicente Aguirre‎؛ ۲۲ ژانویهٔ ۱۹۰۱ – ۱۱ ژوئن ۱۹۹۰) بازیکن فوتبال اهل آرژانتین بود.

## باشگاهی
از باشگاه‌هایی که در آن بازی کرده‌است می‌توان به باشگاه فوتبال نیولز اولد بویز و باشگاه فوتبال روساریو سنترال اشاره کرد.

## تیم ملی
وی همچنین در تیم ملی فوتبال آرژانتین بازی کرده‌است.